# Корнеев, Иван Андреевич
Иван Андреевич Корнеев (8 января 1926 — 19 мая 2013) — участник Великой Отечественной войны, чабан колхоза «Россия» Отрадненского района Краснодарского края. Герой Социалистического Труда.

## Биография
Родился 8 января 1926 года в селе Донская Балка Ставропольского округа Северо-Кавказского края, ныне Гофицкого района Ставропольского края, в семье крестьянина. Русский.
Трудовую деятельность начал в местном колхозе, работал пастухом до призыва в Красную армию в январе 1944 года.
Участник Великой Отечественной войны с марта 1944 года. Боевой путь прошёл командиром стрелкового отделения 747-го стрелкового полка (172-я стрелковая дивизия). За отвагу при форсировании реки Нейссе в апреле 1945 года младший сержант И. А. Корнев был награждён орденом Славы 3-й степени, но попал в госпиталь, и награда была ему вручена только в 1972 году.
После увольнения в запас в 1950 году он поселился в хуторе Зеленчук Мостовой Отрадненского района Краснодарского края и первоначально работал в полеводческой бригаде в колхозе «Россия». Позже Иван Андреевич перешёл работать чабаном. С сентября 1954 года по заданию Северо-Кавказского научно-исследовательского института животноводства он проводил селекционную работу по выведению высокопродуктивного овцепоголовья.
По итогам работы в 8-й пятилетке (1966-1970) бригада И. А. Корнева произвела 20,3 тонны шерсти при плане 18,6 тонны, вырастила 3911 ягнят при плане 3345.
Указом Президиума Верховного Совета СССР от 8 апреля 1971 года за выдающиеся успехи, достигнутые в развитии сельскохозяйственного производства и выполнении пятилетнего плана продажи государству продуктов земледелия и животноводства, Корневу Ивану Андреевичу присвоено звание Героя Социалистического Труда с вручением ордена Ленина и золотой медали «Серп и Молот».
В последующие годы бригада чабанов И. А. Корнева продолжала удерживать лидирующее место среди животноводов Отрадненского района: настриг шерсти с каждой овцы в 1976 году достигал 7 килограммов, или 2,45 килограмма в мытом волокне, от каждой сотни овцематок получено 114 ягнят. По итогам года Иван Андреевич был награждён вторым орденом Ленина.
Заслуженный работник сельского хозяйства Кубани (09.01.1996).

## Награды
- Золотая медаль «Серп и Молот» (08.04.1971);
- Орден Ленина (08.04.1971)
- Орден Ленина (23.12.1976)
- Орден Отечественной войны II степени (11.03,1985)[3]
- Орден Славы III степени (15.05.1945)[4]
- Медаль «За трудовое отличие»
- Медаль «В ознаменование 100-летия со дня рождения Владимира Ильича Ленина» (6 апреля 1970)
- Медаль «За победу над Германией в Великой Отечественной войне 1941—1945 гг.»
- Медаль «Двадцать лет Победы в Великой Отечественной войне 1941—1945 гг.»
- Юбилейная медаль «Тридцать лет Победы в Великой Отечественной войне 1941—1945 гг.»[5]
- Медаль «Сорок лет Победы в Великой Отечественной войне 1941—1945 гг.»[6]
- Юбилейная медаль «50 лет Победы в Великой Отечественной войне 1941—1945 гг.»[7]
- Медаль «Ветеран труда»
- Медаль «30 лет Советской Армии и Флота»[8]
- Юбилейная медаль «40 лет Вооружённых Сил СССР»[9]
- Юбилейная медаль «50 лет Вооружённых Сил СССР» (26 декабря 1967[10])
- Юбилейная медаль «60 лет Вооружённых Сил СССР» (28 января 1978[11])
- Юбилейная медаль «70 лет Вооружённых Сил СССР» (28 января 1988[12])
- и другими

## Память

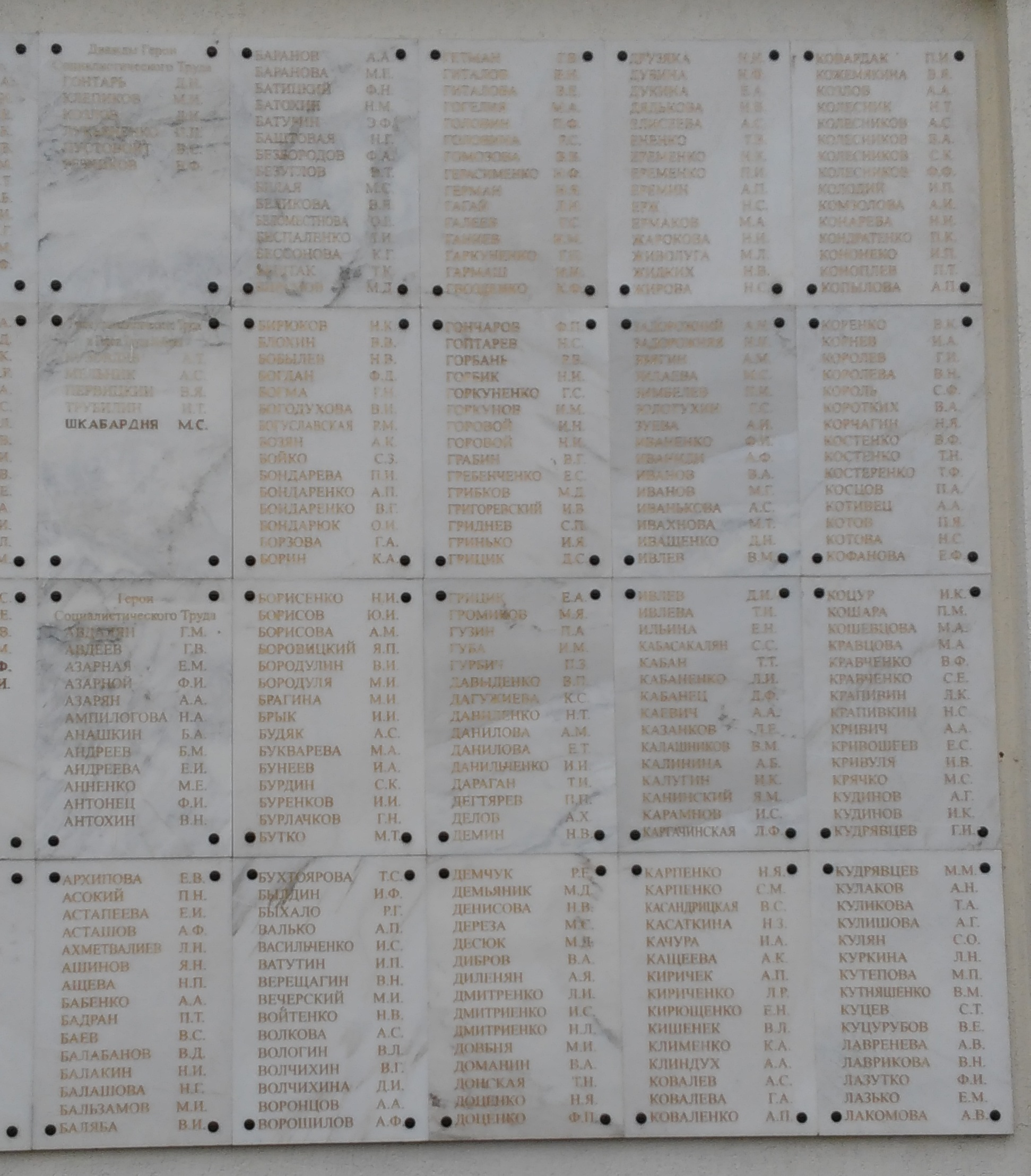
Мемориальная доска с именами Героев Социалистического Труда Кубани и Адыгеи

- В Краснодаре установлена мемориальная доска с именами Героев Социалистического Труда Кубани и Адыгеи
- Увековечен на сайте МО РФ «Дорога памяти» на сайте МО РФ «Дорога памяти»